# Epicrates fordi
Epicrates fordii là một loài rắn trong họ Boidae. Loài này được Günther mô tả khoa học đầu tiên năm 1861.